# Arapiraca
Arapiraca és un municipi brasiler de l'estat d'Alagoas, regió nord-est del país. Pertany a la Regió Metropolitana d'Agreste, situada aproximadament a 125 km a l'oest de la capital de l'estat. Ocupa una superfície de poc més de 345 km², dels quals 59 km² es troben en zona urbana, i la seva població estimada l'any 2024 era de 243.661 habitants. És el segon municipi amb més població d'Alagoas i el novè a l'interior del nord-est.
El desenvolupament de la ciutat es va produir principalment als anys setanta, quan la cultura de la plantació de tabac, antigament conegut com a Ouro Verde ('Or Verd') —una de les principals activitats econòmiques de l'època a la regió— va elevar la ciutat a la categoria de municipi. Emperò, actualment la ciutat compta amb diverses grans empreses i infinitat de petites empreses que impulsen l'economia local.

## Toponímia
Segons la tradició popular, la paraula Arapiraca té orígens indígenes i significa: branca que visita el guacamai. No obstant això, segons el tupinòleg Eduardo de Almeida Navarro, la paraula prové del terme tupí arupare'aka, que significa barbes.

## Història

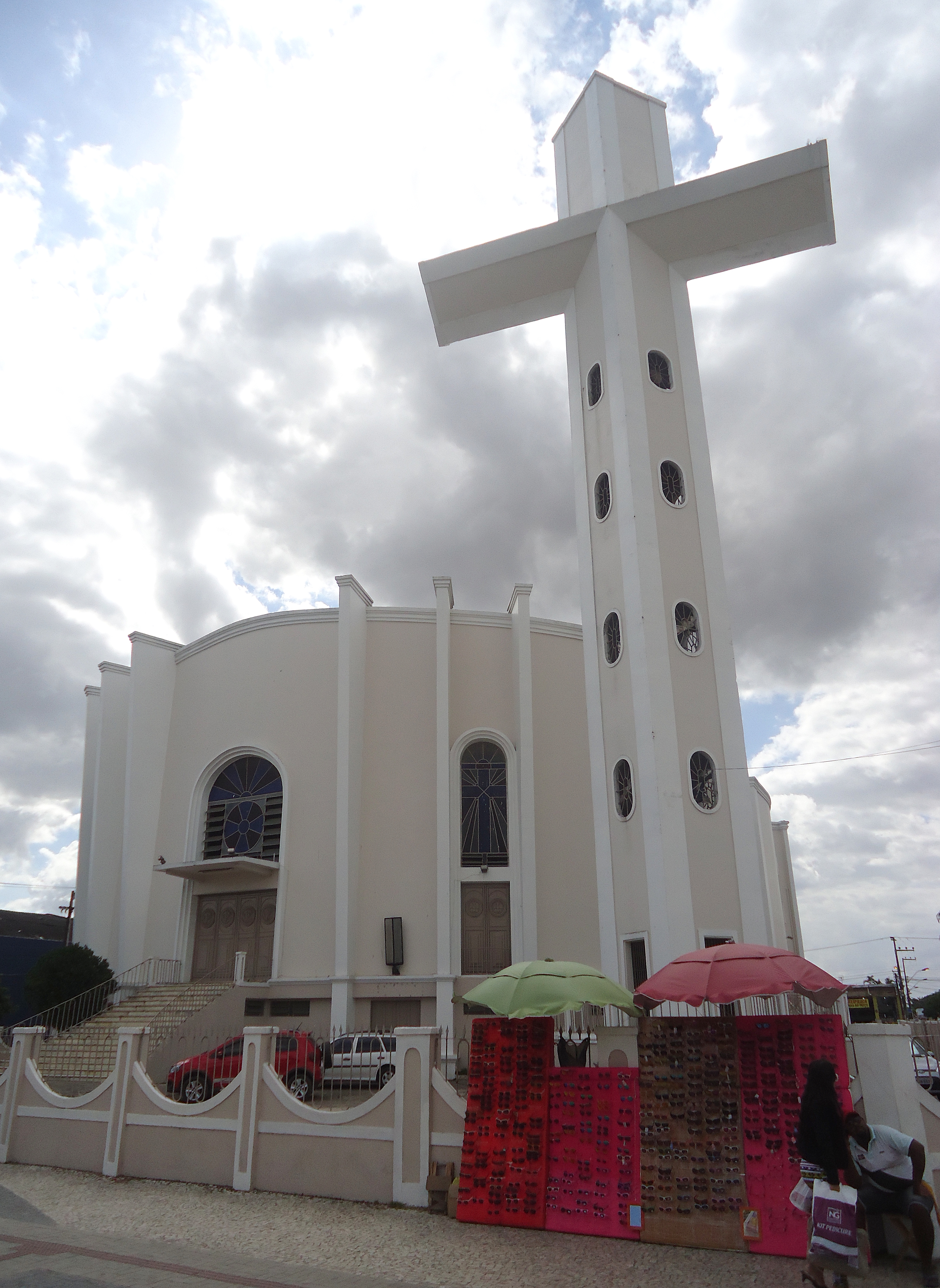
Església de la Mare de Déu del Bon Consell.

Tot i que la ciutat d'Arapiraca sembla ser una ciutat recent, hi ha registres que, cap al 1848, les terres d'Arapiraca pertanyien a Marinho Falcão. Les va vendre a Amaro da Silva Valente, qui s'hi va traslladar a viure amb la seva família. Temps després, el gendre d'Amaro da Silva, Manoel André Correia, va començar a penetrar en els extensos i verges boscos fins a descobrir una plana fèrtil rica en arbres frondosos, principalment l'arbre que dona nom a la ciutat, Arapiraca. Va ser a sota d'aquest arbre, situat a la vora del Riacho Seco, on va descansar Manoel André Correia i va tenir la idea de construir-hi una barraca.
Al cap d'un temps, amb l'arribada d'altres famílies, l’arapiraca va quedar envoltada per un poble. El lloc va començar a poblar-se a la primera meitat del segle xix. L'any 1855 va morir la dona de Manoel André, i en honor seu, l'any 1864, el pioner va decidir construir sobre la seva tomba la capella de Nossa Senhora do Bom Conselho. L'any 1863, un any abans de la construcció de la capella, va arribar al poble el fill d'Amaro da Silva Valente i cunyat de Manoel André, Manoel Ferreira de Macedo. Els productes agrícoles produïts al poble es venien a la fira de Lagoa dos Veados, prop del poble d'Arapiraca.
Manoel André també va contribuir al creixement econòmic de les poblacions veïnes. Manoel va obrir un camí pel qual era possible portar ramats d'animals fins al poble de Porto da Folha (avui ciutat de Traipu), tal com es coneixia fins al 1876. Aquest sender es va donar a conèixer la regió central d'Alagoas i per ella s'enviaven tots els productes de les poblacions veïnes. L'any 1880, Esperidião Rodrigues, associant-se amb Florêncio Apolinário, es va instal·lar al poble d'Arapiraca amb la primera casa de negocis, en el camp dels estibadors i teixits. L'any 1884 Esperidião va crear la primera fira.

### Emancipació Política
Com a districte, Arapiraca va ser successivament subordinat a Penedo, Porto Real do Colégio, São Brás i Limoeiro de Anadia. Va ser elevat a la categoria de municipi el 30 d'octubre de 1924, format per territoris desmembrats de Palmeira dos Índios, Porto Real, São Brás, Traipu i Limoeiro de Anadia.
A partir de la dècada del 1970, la gran superfície sembrada de tabaquera va generar un excés de producte en les petites indústries de processament del tabac de la regió. Arran de la consegüent baixada del preu, es va seguir un cicle de davallada en el cultiu del tabac. Des dels anys 80, ha experimentat un creixement econòmic amb el seu comerç (amb èmfasi en el mercat ambulant tradicional) i els seus serveis. A més, el sector industrial del municipi ha mostrat un creixement relatiu en els darrers anys.

## Geografia

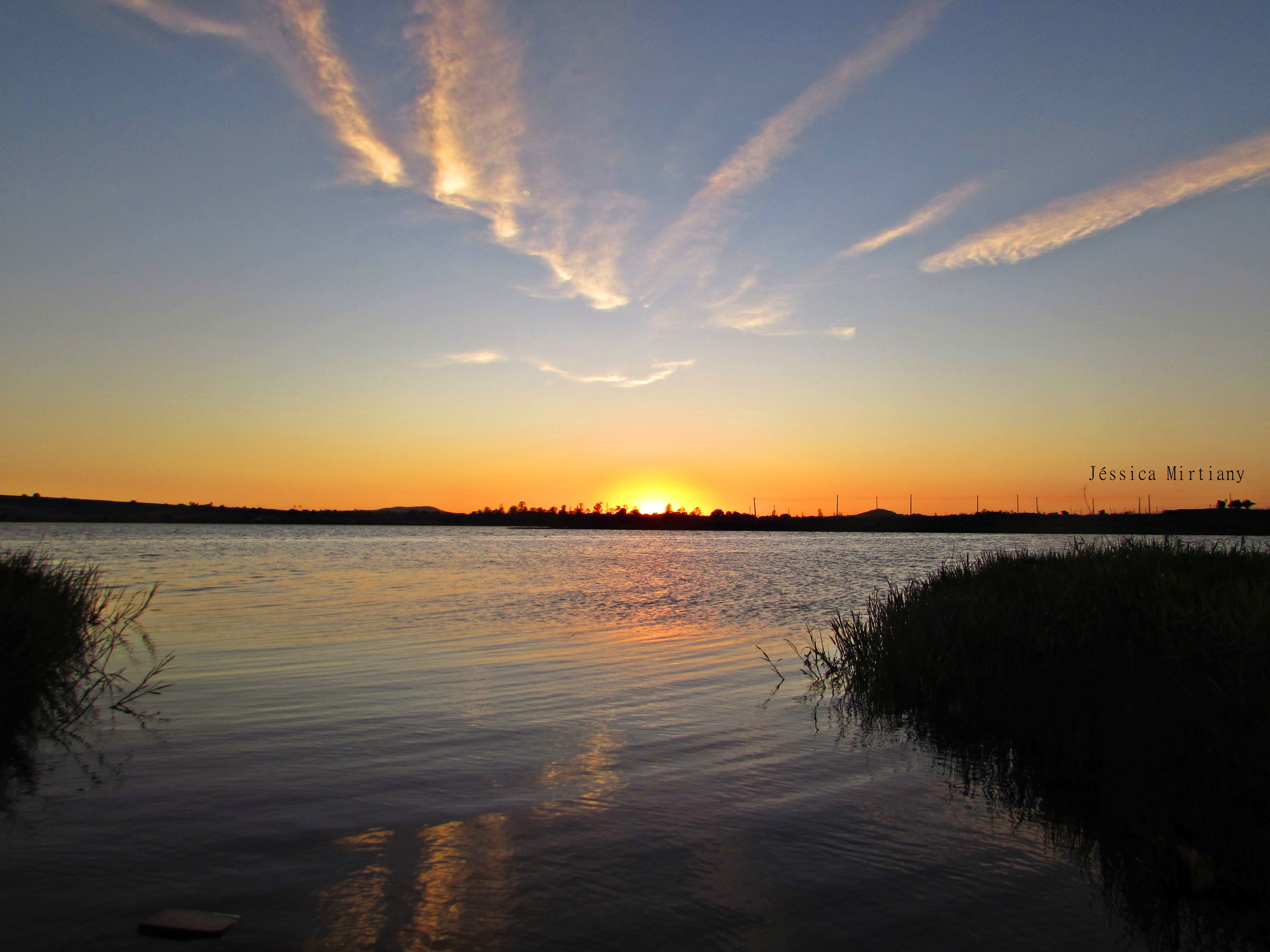
Posta de sol al llac de Perucaba

La seva superfície és de 351 km², situat en una àmplia plana, a 265 metres d'altitud, a 123 km de Maceió i a 44 km de Palmeira dos Índios. El clima es considera un dels més saludables de l'estat.
El municipi més important de l'interior d'Alagoas, Arapiraca, destaca com un important centre comercial de la regió rural, situat al centre geogràfic de l'estat d'Alagoas. L'àrea d'influència directa del municipi arriba a una població aproximada de mig milió d'habitants.
Limita al nord amb el municipi d’Igaci, al sud amb el municipi de São Sebastião, a l'est amb els municipis de Coité do Noia i Limoeiro de Anadia, a l'oest amb els municipis de Lagoa da Canoa, Girau do Ponciano i Feira Grande, al nord-oest amb el municipi de Craíbas i al sud-est amb el municipi de Junqueiro.

### Temps
El clima d'Arapiraca es caracteritza com a clima tropical càlid semihumit, o subhumit (tipus Bsh segons la classificació climàtica de Köppen), amb una temperatura mitjana anual de 24,8°C i una precipitació mitjana d'uns 611 mm/any, concentrada entre els mesos d'abril i juliol. La precipitació cau principalment en forma de pluja i també pot anar acompanyada de descàrregues elèctriques i fortes ratxes de vent. Segons el Grup d'Electricitat Atmosfèrica de l'Institut Nacional d'Investigació Espacial (ELAT/INPE) el 2018, el municipi té una densitat de llamps de 0,24 llamps per km²/any.
Segons dades de l'Institut Nacional de Meteorologia (INMET) recollides a l'estació meteorològica automàtica de la ciutat, instal·lada el 26 d'abril de 2008, la temperatura més baixa registrada va ser de 15,1°C el 17 de juliol de 2017, i la màxima va arribar 39,8°C el 26 de novembre de 2015. La precipitació acumulada més alta en 24 hores, al seu torn, va ser 1003 mm el 10 de juny de 2009.

## Municipis veïns
En sentit horari des del nord:
- nord: Igaci

- nord-nord-est: Craíbas

- nord-est: Coité do Nóia

- est: Limoeiro de Anadia

- sud-est: Junqueiro

- sud-sud-est: São Sebastião

- sud: Feira Grande

- sud-oest: Lagoa da Canoa

## Política i administració

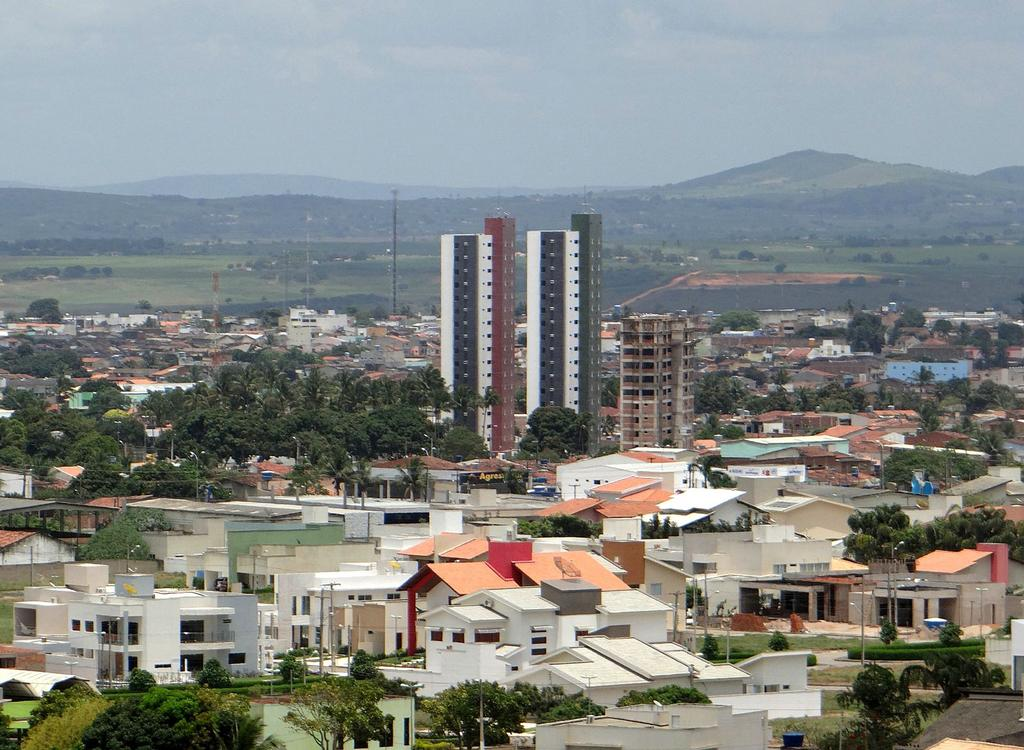
Vista parcial de la ciutat

L'administració municipal la exerceixen els poders executiu i legislatiu. El primer representant de l'Executiu i alcalde del municipi va ser Esperidião Rodrigues, escollit en les primeres eleccions celebrades després de l'emancipació política.
El Poder Legislatiu, al seu torn, està constituït per la Cambra Municipal, composta per 19 regidors elegits per quatre anys (en compliment del que disposa l'article 29 de la Constitució). Correspon a la cambra elaborar i votar les lleis fonamentals per a l'administració i l'Executiu, especialment el pressupost participatiu (Llei de directrius pressupostàries).

## Economia
El Producte Interior Brut (PIB) d'Arapiraca és el més alt de la seva microregió, seguit del PIB de Marechal Deodoro, São Miguel dos Campos i Coruripe. A les dades de l'IBGE del 2012, el municipi tenia 2 R$ mil milions i 416 milions de reals en el seu Producte Interior Brut.

## Estructura urbana

### Accés
L'accés a la ciutat es fa per l'aeroport d'Arapiraca i per l'estació d'autobusos de Deputado Nezinho.

### Educació

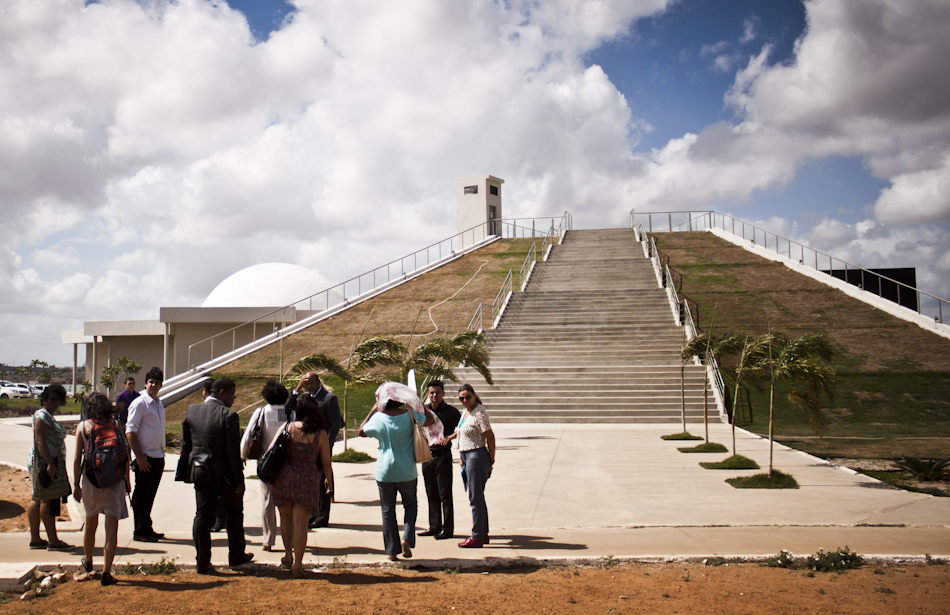
Vista exterior del Planetari

La ciutat d'Arapiraca, l'any 2012, tant per a centres públics com privats, comptava amb aproximadament 5.544 matriculacions, 322 mestres i 98 escoles d’educació infantil; 36.387 matriculacions, 1.602 mestres i 108 centres d’educació bàsica i 10.877 matriculacions, 461 mestres i 26 centres de Batxillerat.
El municipi compta també amb 2 universitats públiques, UFAL i UNEAL, i 1 institut federal, IFAL, a més de diverses institucions privades d'educació superior, com ara Centre Universitari Cesmac, UniSEB, Centre d'Educació Superior Arcanjo Mikael, Col·legis Integrats de Patos, etc. A més, Arapiraca compta amb el que es considera un dels millors i més moderns planetaris digitals del Brasil amb un auditori amb capacitat per a 235 persones que s'inaugura el 2 d'octubre de 2012 El municipi també disposa d'una àmplia xarxa de biblioteques digitals construït en diverses places d'Arapiraca anomenades Arapiraquinhas, amb la seva primera unitat inaugurada l'agost de 2010, al barri Jardim Esperança.
| Arapiraca, educació en números | Arapiraca, educació en números | Arapiraca, educació en números | Arapiraca, educació en números |
| Nivell                         | Inscripció                     | Mestres                        | Escoles (total)                |
| ------------------------------ | ------------------------------ | ------------------------------ | ------------------------------ |
| Educació infantil              | 5.544                          | 322                            | 98                             |
| Escola Primària                | 36.387                         | 1.602                          | 108                            |
| Batxillerat                    | 10.877                         | 461                            | 26                             |

## Esports
Arapiraca té dos equips de futbol: l'ASA, fundat el 25 de setembre de 1952, i el Cruzeiro de Arapiraca, fundat el 28 de maig de 2019. Els dos equips juguen els seus partits a l'Estádio Municipal Coaracy da Mata Fonseca, conegut popularment com Fumeirão, que es va inaugurar l'any 1953 i té una capacitat de 15.000 espectadors. El partit amb rècord d'assistència es va celebrar el 12 de juliol de 1981.